# Leumeah, New South Wales
Leumeah este o suburbie în Sydney, Australia.